# Dorfkapelle Matzlesberg
Die denkmalgeschützte römisch-katholische Dorfkapelle Matzlesberg befindet sich im Ortsteil Matzlesberg der Oberpfälzer Gemeinde Pirk.
Die Kapelle steht am Ortsende beim Anwesen Josef Rothballer. Die Kapelle wurde um 1900 errichtet. Sie dient den Dorfbewohnern als Stätte für Kreuzweg- und Marienandachten. 
Die Kapelle ist ein Steildachbau, 5,4 m lang, 3,6 m breit und 4,7 m hoch. Sie besitzt einen Dachreiter, der mit einem Zwiebelturm abgeschlossen ist, und eine dreiseitig geschlossene Apsis. 
Im Innenraum stehen auf jeder Seite vier Bankreihen. Auf den Wänden sind 14 Kreuzwegbilder angebracht. Das Deckenbild zeigt eine Madonna mit Kind, über dem Altar ist eine Darstellung des Gotteslammes. Auf dem Altar steht ein Kruzifix, daneben die Heiligenfiguren Josef mit dem Jesuskind und Maria.